# Регистани, Салех Мохаммад
Салех Мохаммад Регистани (19 августа 1963 — 2021) — афганский персидский писатель и политик из Панджшера таджикской национальности. Во время советского вторжения в Афганистан он присоединился к войскам Ахмад Шаха Масуда. В конце 1990-х годов был назначен военным атташе правительства Раббани в Душанбе. После падения режима талибов он был назначен военным атташе в Москве, где работал до 2004 года.
Во время парламентских выборов 2005 года он был избран представителем провинции Панджшер в Палату представителей Афганистана или Волеси Джиргу, где он работает до сих пор.
Он является автором персидского языка Massoud: Shaheed Raahe Sulh wa Azadi.